# Шперлінг Олександра Миколаївна
Олекса́ндра Микола́ївна Шпе́рлінг (1867—1943) — артистка опери (меццо-сопрано й контральто) та педагог.

## Життєпис
Народилася 1867 року. Співу навчалася в Московській консерваторії (клас Єлизавети Лавровської), котру закінчила зі срібною медаллю 1896 року. Влітку 1899-го виступала в Одеській опері. У 1899—1908 роках — солістка московського Большого театру. У сезоні 1909—1910 років організувала оперну трупу в Катеринодарі. Гастролювала в Паризькому театрі «Гранд-Опера».
Перша виконавиця партій: в Большому театрі — Лючії («Сільська честь» П'єтро Масканьї), Вальтраут («Валькірія» Ріхарда Вагнера); на сценах Російської імперії — Марії («Летючий голландець»).
Краща партія — Морозова («Опричник» Чайковського; цю роль підготувала під керівництвом Емілії Павловської). Також виконувала партії: Наїна, Перфільєвна, Степанида, Няня («Демон» А . Рубінштейна), Господиня корчми, Бобилиха, Марта («Фауст» і «Мефістофель»), Гертруда («Ромео і Джульєтта»), Ульріка.
Партнерами були: Антон Боначич, Іван Гризунов, Леонід Собінов, Степан Трезвинський, Микола Фігнер, Федір Шаляпін. Співала під управлінням Ульріха Авранека, Іполита Альтані, Сергія Рахманінова, В'ячеслава Сука, Йосипа Труффі.
У концертах виступала з Антоніною Неждановою (акомпанував Рахманінов). Камерний репертуар включав твори Чайковського, Рахманінова, Шумана.
Протягом 1910—1935 років викладала в Київському музичному училищі, з 1928-го — в консерваторії (керівник оперного класу, декан вокального відділення, викладач сольного співу). Від 1928 року працювала в Музично-драматичному інституті. Протягом 1939—1941 років керувала оперним класом в Мінській консерваторії.
Серед учнів: Е. Єгоров, Броніслава Златогорова, О. Красницька, А. Левицька, Шевкет Гасан кизи Мамедова, Наталія Нагуліна, Наталія Шпіллер.
Від 1941 року жила в Києві, де й померла 1943-го.